# Alex Brown
Alex Brown (ur. 16 kwietnia 1978) – liberyjski piłkarz grający na pozycji pomocnika. W swojej karierze 20 razy wystąpił w reprezentacji Liberii i strzelił 1 gola.

## Kariera klubowa
W swojej karierze Brown występował między innymi w takich klubach jak: szwajcarskie FC Luzern (1997-1999) i FC Sion (1999-2001), omański Al-Ahli Maskat (2001-2002) oraz indonezyjska Persija Dżakarta (2006).

## Kariera reprezentacyjna
W reprezentacji Liberii Brown zadebiutował w 1997 roku. W 2002 roku został powołany do kadry na Puchar Narodów Afryki 2002. Był na nim rezerwowym i nie rozegrał żadnego spotkania. W kadrze narodowej zagrał w 20 meczach i strzelił 1 gola.